# Baiões
Baiões é uma povoação portuguesa do Município de São Pedro do Sul que foi sede da extinta Freguesia de Baiões, freguesia que tinha 2,44 km² de área e 286 habitantes (2011), e, por isso, uma densidade populacional de 117,2 hab./km².
A Freguesia de Baiões foi extinta (agregada) pela reorganização administrativa de 2012/2013, sendo o seu território integrado na União das Freguesias de São Pedro do Sul, Várzea e Baiões.
Sendo uma das mais pequenas freguesias de São Pedro do Sul, era contudo uma das mais povoadas. A freguesia era constituída por várias povoações, entre elas: Costeiras, Lágea, Outeiro, Quinta Nova, Seara, Segadães, Paço, Vila Nova, Burgueta. 
Baiões está localizada a quatro quilómetros a oeste da vila de São Pedro do Sul e a quatro quilómetros a norte das Termas. Os acessos à aldeia são bons, tendo estrada alcatroada desde a vila de São Pedro do Sul até à freguesia.

## História
Baiões é um topónimo de origem germânica, designativo de uma villa que dá o nome a uma das mais influentes e poderosas famílias nobres fixadas, em tempos idos, neste território. Foi uma freguesia muito antiga, sendo algumas das suas povoações anteriores à fundação da nacionalidade, como provam alguns documentos escritos e a toponímia local.
Já nas inquirições de 1258 se refere que um nobre, Rui Gonçalves "de Calvos", aqui fizera uma "quintã" de morada. É ainda referido nestas inquirições o facto de, já nessa altura, existir uma paróquia denominada de "Sancte Eolalie de Vayões" - (Santa Eulália de Baiões). 

## População
| População da freguesia de Baiões | População da freguesia de Baiões | População da freguesia de Baiões | População da freguesia de Baiões | População da freguesia de Baiões | População da freguesia de Baiões | População da freguesia de Baiões | População da freguesia de Baiões | População da freguesia de Baiões | População da freguesia de Baiões | População da freguesia de Baiões | População da freguesia de Baiões | População da freguesia de Baiões | População da freguesia de Baiões | População da freguesia de Baiões |
| -------------------------------- | -------------------------------- | -------------------------------- | -------------------------------- | -------------------------------- | -------------------------------- | -------------------------------- | -------------------------------- | -------------------------------- | -------------------------------- | -------------------------------- | -------------------------------- | -------------------------------- | -------------------------------- | -------------------------------- |
| 1864                             | 1878                             | 1890                             | 1900                             | 1911                             | 1920                             | 1930                             | 1940                             | 1950                             | 1960                             | 1970                             | 1981                             | 1991                             | 2001                             | 2011                             |
| 350                              | 296                              | 356                              | 333                              | 351                              | 356                              | 408                              | 392                              | 385                              | 376                              | 354                              | 373                              | 364                              | 300                              | 286                              |

| Distribuição da População por Grupos Etários | Distribuição da População por Grupos Etários | Distribuição da População por Grupos Etários | Distribuição da População por Grupos Etários | Distribuição da População por Grupos Etários | Distribuição da População por Grupos Etários | Distribuição da População por Grupos Etários | Distribuição da População por Grupos Etários | Distribuição da População por Grupos Etários | Distribuição da População por Grupos Etários |
| -------------------------------------------- | -------------------------------------------- | -------------------------------------------- | -------------------------------------------- | -------------------------------------------- | -------------------------------------------- | -------------------------------------------- | -------------------------------------------- | -------------------------------------------- | -------------------------------------------- |
| Ano                                          | 0-14 Anos                                    | 15-24 Anos                                   | 25-64 Anos                                   | > 65 Anos                                    |                                              | 0-14 Anos                                    | 15-24 Anos                                   | 25-64 Anos                                   | > 65 Anos                                    |
| 2001                                         | 46                                           | 40                                           | 149                                          | 65                                           |                                              | 15,3%                                        | 13,3%                                        | 49,7%                                        | 21,7%                                        |
| 2011                                         | 45                                           | 37                                           | 145                                          | 59                                           |                                              | 15,7%                                        | 12,9%                                        | 50,7%                                        | 20,6%                                        |

Média do País no censo de 2001:  0/14 Anos-16,0%; 15/24 Anos-14,3%; 25/64 Anos-53,4%; 65 e mais Anos-16,4%
Média do País no censo de 2011:   0/14 Anos-14,9%; 15/24 Anos-10,9%; 25/64 Anos-55,2%; 65 e mais Anos-19,0%

## Património
- Igreja Matriz de Baiões;
- Castro de Nossa Senhora da Guia;
- Capela da Senhora da Guia e respectivo adro (abrangido pela classificação do Castro de Nossa Senhora da Guia).